# Drita Islami
Drita Islami (mazedonisch Дрита Ислами; * 1. August 1996 in Skopje, Republik Mazedonien) ist eine nordmazedonische Leichtathletin, die sich auf den 400-Meter-Hürdenlauf spezialisiert hat.

## Sportliche Laufbahn
Erste internationale Erfahrungen sammelte Drita Islami im Jahr 2011, als sie bei den Balkan-Meisterschaften in Sliwen mit 5,03 m den achten Platz im Weitsprung belegte und mit der nordmazedonischen 4-mal-400-Meter-Staffel in 4:15,07 min den fünften Platz belegte und mit der 4-mal-100-Meter-Staffel disqualifiziert wurde. Im Jahr darauf gelangte sie bei den Balkan-Hallenmeisterschaften in Istanbul nach 62,25 s auf Rang sechs im 400-Meter-Lauf und bei den Freiluftmeisterschaften in Eskişehir wurde sie in 17,09 s Siebte im 100-Meter-Hürdenlauf. 2013 belegte sie bei den Balkan-Hallenmeisterschaften in Istanbul in 10,12 s den fünften Platz über 60 m Hürden und erreichte mit 4,51 m Rang sieben im Weitsprung. Im Juli wurde sie bei den Jugendweltmeisterschaften in Donezk im Vorlauf über 200 m disqualifiziert, ehe sie bei den Balkan-Meisterschaften in Stara Sagora in 66,22 s den siebten Platz über 400 m Hürden belegte, während sie über 400 m nach 60,64 s auf Rang drei im B-Finale gelangte. 2015 klassierte sie sich bei den Balkan-Hallenmeisterschaften in Istanbul mit 59,91 s auf dem fünften Platz im B-Lauf und Ende Juli kam sie bei den Juniorenweltmeisterschaften in Eugene mit 25,91 s nicht über die erste Runde im 200-Meter-Lauf hinaus. 2015 wurde sie bei den Balkan-Hallenmeisterschaften in 60,46 s Vierte über 400 m und anschließend belegte sie bei der 3. Liga der Team-Europameisterschaft, die im Zuge der Europaspiele in Baku ausgetragen wurde, in 63,32 s den siebten Platz über 400 m Hürden, erreichte nach 26,27 s Rang sechs im B-Finale über 200 m und gelangte mit der 4-mal-400-Meter-Staffel in 4:00,81 min auf den dritten Platz im B-Lauf. Anschließend schied sie bei den Junioreneuropameisterschaften in Eskilstuna mit 67,55 s in der ersten Runde über 400 m Hürden aus. Im Jahr darauf belegte sie bei den Balkan-Meisterschaften in Pitești in 25,74 s den fünften Platz über 200 m, wurde in 61,02 s Zweite im B-Lauf über 400 m Hürden und belegte in 4:20,68 min den sechsten Platz im Staffelbewerb. Anschließend startete sie dank einer Wildcard bei den Europameisterschaften in Amsterdam und schied dort mit 62,36 s im Vorlauf aus. Auch bei den anschließend in Rio de Janeiro stattfindenden Olympischen Spielen schied sie mit 61,18 s in der ersten Runde aus.
2017 belegte sie bei den Balkan-Hallenmeisterschaften in Belgrad in 8,06 s den vierten Platz im B-Finale im 60-Meter-Lauf und anschließend kam sie bei den U23-Europameisterschaften in Bydgoszcz mit 61,22 s nicht über die erste Runde hinaus, genau wie bei den Weltmeisterschaften im August in London, bei denen sie mit 60,38 s im Vorlauf ausschied. Kurz darauf nahm sie an der Sommer-Universiade in Taipeh teil und kam dort mit 25,04 s nicht über die Vorrunde über 200 m hinaus. Im Jahr darauf wurde sie bei den U23-Mittelmeermeisterschaften in Jesolo über 400 m Hürden disqualifiziert und anschließend schied sie bei den Mittelmeerspielen in Tarragona mit 60,68 s im Vorlauf aus. Auch bei den anschließend in Stara Sagora stattfindenden Balkan-Meisterschaften schied sie mit 25,35 s im Vorlauf über 200 m aus und erreichte nach 61,49 s Rang sieben über die Hürden. Daraufhin scheiterte sie bei den Europameisterschaften in Berlin mit 62,23 s in der ersten Runde. 2019 startete sie erneut bei den Studentenweltspielen in Neapel und schied dort mit 59,20 s im Halbfinale aus. Anschließend gewann sie bei den Balkan-Meisterschaften in Prawez in 59,81 s das B-Finale über die Hürden. Im Jahr darauf belegte sie bei den Balkan-Hallenmeisterschaften in Istanbul in 56,74 s den vierten Platz im B-Lauf über 400 m  und bei den Freiluftmeisterschaften in Cluj-Napoca siegte sie in 60,48 s erneut im B-Lauf. 2021 wurde sie dann in 58,07 s Vierte bei den Balkan-Meisterschaften in Smederevo und im Jahr darauf gelangte sie bei den Balkan-Meisterschaften in Craiova mit 59,58 s auf Rang acht, ehe sie bei den Mittelmeerspielen in Oran mit 59,16 s im Vorlauf ausschied. Auch bei den Europameisterschaften in München im August kam sie mit 61,56 min nicht über den Vorlauf hinaus.
2023 schied sie bei den Halleneuropameisterschaften in Istanbul mit 55,86 s in der ersten Runde über 400 Meter aus und im Juni kam sie bei der 3. Liga der Team-Europameisterschaft im Rahmen der Europaspiele in Chorzów über 400 m Hürden nicht ins Ziel. Im Jahr darauf belegte sie bei den Balkan-Hallenmeisterschaften in Istanbul in 56,54 s den achten Platz über 400 Meter und im Mai belegte sie bei den Balkan-Meisterschaften in Izimir in 59,26 s den siebten Platz über 400 m Hürden.
In den Jahren von 2020 bis 2022 und 2024 wurde Islami nordmazedonische Meisterin im 400-Meter-Hürdenlauf sowie 2022 auch über 200 und 400 Meter.

## Persönliche Bestzeiten
- 200 Meter: 25,00 s (+0,4 m/s), 25. Juni 2022 in Skopje
  - 200 Meter (Halle): 25,81 s, 19. Januar 2020 in Sofia
- 400 Meter: 55,32 s, 19. Juni 2021 in Limassol
  - 400 Meter (Halle): 55,84 s, 4. Februar 2023 in Budapest (nordmazedonischer Rekord)
- 400 m Hürdenlauf: 57,53 s, 19. Juni 2021 in Limassol (nordmazedonischer Rekord)
- Weitsprung: 5,03 m (+0,2 m/s), 3. Juli 2011 in Sliwen